# Asimov's Science Fiction
Asimov's Science Fiction (ISSN 1065-2698) é uma revista estadunidense que publica ficção científica e fantasia, cujo nome é uma homenagem ao bioquímico e escritor de FC Isaac Asimov. Atualmente, é publicada pela  Penny Publications, dez vezes ao ano, com edições duplas em Abril/Maio e Outubro/Novembro.

## História
Asimov's Science Fiction começou a ser publicada em 1977 no formato digest (conhecido como formatinho no Brasil). Joe Davis da Davis Publications, aproximou Asimov para emprestar o seu nome para uma nova revista de ficção científica,inspirado nas revistas Ellery Queen's Mystery Magazine e Alfred Hitchcock's Mystery Magazine. Asimov recusou-se a editor, mas atuou como diretor editorial, escrevendo editoriais e responder acartas de leitores, até sua morte em 1992. A pedido de Asimov, o tenente-coronel George Scithers (AUS Ret.) foi o primeiro editore negociou um  acordo de compra com a Science Fiction Writers of America, proporcionando condições significativamente melhores para os escritores do que tinha sido o padrão jornal até agora.
Inicialmente era uma publicação trimestral, a primeira edição foi lançada em dezembro 1977. Mudou para bimestral em 1978 e se tornou em 1979. Em meados dos anos oitenta, foi publicado uma vez a cada quatro semanas, com um edição extra de "meados de dezembro". As edições duplas foram adicionados no início dos anos noventa, antes de reduzir para as dez edições anuais atuais.
A revista foi vendida para a Bantam Doubleday Dell em janeiro de 1992, poucos meses antes da morte de Asimov, mudando o título para Asimov's Science Fiction. Em 1996, Dell Magazines foi adquirida pela Crosstown Publications, e desde 2012 é parte da Penny Publications. Em 1998, a revista aumentou de tamnanho; agora em um formato maior que o digest.
Asimov's Science Fiction comemorou seu trigésimo aniversário em 2007 com uma antologia editada pela atual editor da revista, Sheila Williams. Baseando-se em histórias publicadas a partir de 1977 até o presente, que foi publicado pela Tachyon Publications.
Martin Gardner escreveu uma coluna regular para a revista de 1977 a 1986. Ele produziu 111 colunas no total, muitos deles posteriormente publicados em forma de livro.

## No Brasil
A Isaac Asimov Magazine (ou IAM), chegou a ser publicada no Brasil pela Editora Record, entre 1990-1992. A iniciativa durou apenas 25 números.
A edição brasileira chegou a promover um concurso literário ("Concurso Jerônimo Monteiro") e publicou vários autores nacionais, como Roberto de Sousa Causo, Roberto Schima, Gerson Lodi-Ribeiro, Jose Carlos Neves e Cid Fernandez, que posteriormente seriam chamados por alguns de "geração IAM". Outros escritores conhecidos, publicados com ficção na revista, foram André Carneiro e Jorge Luiz Calife. Tal qual a edição americana, a edição brasileira era publicada no "formato digest".

## Editores
- George H. Scithers, 1977-1982
- Kathleen Moloney de 1982 [provisória]
- Shawna McCarthy, 1983-1985
- Gardner Dozois, 1986-2004
- Sheila Williams de 2004-presente

Scithers deixou a revista após cinco anos, vencendo dois  prêmios Hugo de melhor editor, e foi sucedido por Shawna McCarthy. McCarthy ocupou o cargo por três anos, ganhar um  Hugo Award. Gardner Dozois editou a revista de 1985 a 2004, ganhando 15  Hugo Awards, antes de se aposentar e tornando-se seu editor contribuinte. Sheila Williams {é o atual editor e ganhou o Hugo Awards de Melhor Editor de Short Form em 2011.

## Autores publicados na revista
- Brian W. Aldiss
- Neal Asher
- Isaac Asimov
- Paolo Bacigalupi
- Stephen Baxter
- Elizabeth Bear
- Gregory Benford
- Damien Broderick
- Pat Cadigan
- Orson Scott Card
- Glen Cook
- Paul Cornell
- Greg Egan
- Harlan Ellison
- John M. Ford
- Karen Joy Fowler
- Carl Frederick
- William Gibson
- Joe Haldeman
- Kij Johnson
- Janet Kagan
- Michael Kandel
- James Patrick Kelly
- Mary Robinette Kowal
- Nancy Kress
- Ursula K. Le Guin
- Jonathan Lethem
- Kelly Link
- Ian R. MacLeod
- Daniel Marcus
- George R.R. Martin
- David Marusek
- Jay A. Parry
- Frederik Pohl
- Robert Reed
- Mike Resnick
- Joel Rosenberg
- Mary Rosenblum
- Kristine Kathryn Rusch
- Lucius Shepard
- Robert Silverberg
- S. P. Somtow
- Brian Stableford
- Allen Steele
- Bruce Sterling
- Michael Swanwick
- Karen Traviss
- Harry Turtledove
- Fran Wilde
- Kate Wilhelm
- Connie Willis

### Em inglês
- «Sítio oficial»
- Uma breve história da Asimov's Science Fiction Magazine (em inglês)
- «Asimov's Science Fiction» (em inglês). na Internet Speculative Fiction Database